# Playoffs NBA 1952
Navigation
Playoffs 1951 Playoffs 1953
Les playoffs NBA 1952 sont les playoffs de la saison NBA 1951-1952. Ils se terminent sur la victoire des Lakers de Minneapolis face aux Knickerbockers de New York 4 matches à 3 lors des finales NBA.

## Fonctionnement
Dans chaque division, les quatre meilleures équipes sont qualifiées pour les playoffs au terme de la saison régulière. Les équipes qualifiées à l'Est sont :
1. les Nationals de Syracuse
2. les Celtics de Boston
3. les Knicks de New York
4. les Warriors de Philadelphie

Les équipes qualifiées à l'Ouest sont :
1. les Royals de Rochester
2. les Lakers de Minneapolis
3. les Olympians d'Indianapolis
4. les Pistons de Fort Wayne

Le premier de la division affronte dans une série au meilleur des trois matches le quatrième, tandis que le deuxième joue contre le troisième, toujours au meilleur des trois matches. À l'intérieur de chaque division, les deux gagnants de ces séries s'affrontent au meilleur des cinq matches afin de désigner l'équipe qui disputera les finales NBA. Ces finales sont jouées au meilleur des sept matches.

## Classement en saison régulière
| Champion de division | Qualifié pour les playoffs | Éliminé des playoffs |

| Division Est             | V  | D  | PCT  | GB |
| ------------------------ | -- | -- | ---- | -- |
| Nationals de Syracuse    | 40 | 26 | .606 | -  |
| Celtics de Boston        | 39 | 27 | .591 | 1  |
| Knicks de New York       | 37 | 29 | .561 | 3  |
| Warriors de Philadelphie | 33 | 33 | .500 | 7  |
| Bullets de Baltimore     | 20 | 46 | .303 | 20 |

| Division Ouest           | V  | D  | PCT  | GB |
| ------------------------ | -- | -- | ---- | -- |
| Royals de Rochester      | 41 | 25 | .621 | -  |
| Lakers de Minneapolis    | 40 | 26 | .606 | 1  |
| Olympians d'Indianapolis | 34 | 32 | .515 | 7  |
| Pistons de Fort Wayne    | 29 | 37 | .439 | 12 |
| Hawks de Milwaukee       | 17 | 49 | .258 | 24 |

## Tableau
|  | Demi-finales de Division | Demi-finales de Division | Demi-finales de Division |                       |   | Finales de Division   | Finales de Division | Finales de Division |  |  | Finales NBA | Finales NBA        | Finales NBA |
|  |                          |                          |                          |                       |   |                       |                     |                     |  |  |             |                    |             |
|  | 1                        | Nationals de Syracuse    | 2                        |                       |   |                       |                     |                     |  |  |             |                    |             |
|  | 4                        | Warriors de Philadelphie | 1                        |                       |   |                       |                     |                     |  |  |             |                    |             |
|  | 4                        | Warriors de Philadelphie | 1                        |                       | 3 | Knicks de New York    | 3                   |                     |  |  |             |                    |             |
|  | Division Est             |                          |                          |                       | 3 | Knicks de New York    | 3                   |                     |  |  |             |                    |             |
|  |                          |                          | 1                        | Nationals de Syracuse | 1 |                       |                     |                     |  |  |             |                    |             |
|  | 3                        | Knicks de New York       | 1                        | Nationals de Syracuse | 1 | 2                     |                     |                     |  |  |             |                    |             |
|  | 3                        | Knicks de New York       |                          |                       |   | 2                     |                     |                     |  |  |             |                    |             |
|  | 2                        | Celtics de Boston        | 1                        |                       |   |                       |                     |                     |  |  |             |                    |             |
|  |                          |                          |                          |                       |   |                       |                     |                     |  |  | E3          | Knicks de New York | 3           |
|  |                          |                          | O2                       | Lakers de Minneapolis | 4 |                       |                     |                     |  |  |             |                    |             |
|  | 1                        | Royals de Rochester      | 2                        |                       |   |                       |                     |                     |  |  |             |                    |             |
|  | 4                        | Pistons de Fort Wayne    | 0                        |                       |   |                       |                     |                     |  |  |             |                    |             |
|  | 4                        | Pistons de Fort Wayne    | 0                        |                       | 2 | Lakers de Minneapolis | 3                   |                     |  |  |             |                    |             |
|  | Division Ouest           |                          |                          |                       | 2 | Lakers de Minneapolis | 3                   |                     |  |  |             |                    |             |
|  |                          |                          | 1                        | Royals de Rochester   | 1 |                       |                     |                     |  |  |             |                    |             |
|  | 2                        | Lakers de Minneapolis    | 1                        | Royals de Rochester   | 1 | 2                     |                     |                     |  |  |             |                    |             |
|  | 2                        | Lakers de Minneapolis    |                          |                       |   | 2                     |                     |                     |  |  |             |                    |             |
|  | 3                        | Olympians d'Indianapolis | 0                        |                       |   |                       |                     |                     |  |  |             |                    |             |

## Scores

### Demi-finales de Division

#### Division Est
- Nationals de Syracuse - Warriors de Philadelphie 2-1
  - 20 mars : Philadelphia @ Syracuse 83-102
  - 22 mars : Syracuse @ Philadelphia 95-100
  - 23 mars : Philadelphia @ Syracuse 73-84

- Knickerbockers de New York - Celtics de Boston 2-1
  - 19 mars : New York @ Boston 94-105
  - 23 mars : Boston @ New York 97-101
  - 26 mars : New York @ Boston 88-87 (après deux prolongations)

#### Division Ouest
- Royals de Rochester - Pistons de Fort Wayne 2-0
  - 18 mars : Fort Wayne @ Rochester 78-95
  - 20 mars : Rochester @ Fort Wayne 92-86

- Lakers de Minneapolis - Olympians d'Indianapolis 2-0
  - 23 mars : Indianapolis @ Minneapolis 70-78
  - 25 mars : Minneapolis @ Indianapolis 94-87

### Finales de Division

#### Division Est
- Knickerbockers de New York - Nationals de Syracuse 3-1
  - 2 avril : New York @ Syracuse 87-85
  - 3 avril : New York @ Syracuse 92-102
  - 4 avril : Syracuse @ New York 92-99
  - 8 avril : Syracuse @ New York 93-100

#### Division Ouest
- Lakers de Minnéapolis - Royals de Rochester 3-1
  - 29 mars : Minneapolis @ Rochester 78-88
  - 30 mars : Minneapolis @ Rochester 83-78
  - 5 avril : Rochester @ Minneapolis 67-77
  - 6 avril : Rochester @ Minneapolis 80-82

### Finales NBA
- Lakers de Minneapolis - Knickerbockers de New York 4-3
  - 12 avril : New York - Minneapolis 79-83 (après prolongation) (joué à St. Paul)
  - 13 avril : New York - Minneapolis 80-72 (joué à St. Paul)
  - 16 avril : Minneapolis @ New York 82-77
  - 18 avril : Minneapolis @ New York 89-90 (après prolongation)
  - 20 avril : New York - Minneapolis 89-102 (joué à St. Paul)
  - 23 avril : Minneapolis @ New York 68-76
  - 25 avril : New York @ Minneapolis 65-82